# Stare Miasto w Poznaniu
Stare Miasto w Poznaniu – obszar miasta lokacyjnego o średniowiecznym rozplanowaniu z centralnie usytuowanym Starym Rynkiem. Obszar Starego Miasta wyznaczała linia murów miejskich; teren ten zajmuje powierzchnię 21 ha. Od lokacji miasta Poznania w 1253 do początku budowy przez władze pruskie nowego centrum na zachód od Starego Rynku na początku XIX wieku granice miasta były praktycznie niezmienne i pokrywały się z granicami obecnego Starego Miasta. W 2008 uznane zostało przez prezydenta RP, w ramach historycznego zespołu miasta Poznania, jako pomnik historii.

## Granice
Granice dawnego Poznania a obecnego Starego Miasta biegły od Zamku Królewskiego ulicą Ludgardy, przecinając późniejszy Bazar, przez teren obecnego Szpitala Strusia, ulicą Jaskółczą do Wrocławskiej, obejmując teren kolegium jezuickiego, dalej południową pierzeją placu Kolegiackiego i przecinając obecną zabudowę pomiędzy ulicami Ślusarską i Garbary do kościoła i klasztoru Dominikanów, następnie ulicami Stawną i Masztalarską do Zamku Królewskiego.
Według Systemu Informacji Miejskiej granice jednostki obszarowej Stare Miasto wytyczone są od wschodu: ulicą Garbary do placu Bernardyńskiego, od południa: ulicą Podgórną, od zachodu: Alejami Marcinkowskiego, od północy: ulicą Wolnica i Małe Garbary. Obszar SIM Stare Miasto jest otoczony terenem obszaru SIM Centrum.     

## Historia
Miasto Poznań zostało lokowane na prawie magdeburskim przez książąt wielkopolskich Przemysła I i Bolesława Pobożnego w 1253 na terenie istniejącej już osady przy kościele św. Gotarda na lewym brzegu Warty. Dotychczasowy gród poznański na Ostrowie Tumskim został przekazany biskupowi. Miasto otrzymało szachownicowy układ ulic, w centrum rozplanowano rynek o powierzchni 2 ha. Zachodnia część wspinała się na wzgórze, nazwane później Górą Zamkową, na którym wzniesiono Zamek Królewski. Zabudowa początkowo była drewniana, jednak szybko zastępowano ją murowaną. W 1536 roku wybuchł  wielki pożar, który strawił prawie jedną czwartą zabudowy. Po tym wydarzeniu miasto odbudowano w formach renesansowych. W XVII i XVIII w. Poznań był wielokrotnie niszczony przez kolejne przetaczające się przez miasto wojny. W 1725 nad miastem przeszedł huragan, który zniszczył wieże ratusza i kolegiaty farnej. Dopiero w czasach Stanisława Augusta za sprawą działania Komisji Dobrego Porządku miasto odbudowano. Na początku XVIII w. nastąpiła  jedyna zmiana granic miasta Poznania przed rozbiorami - w związku z budową kościoła i kolegium jezuickiego przesunięto mur miejski w południowo-wschodniej części miasta. 
W 1793 Poznań znalazł się pod zaborem pruskim. Prusacy wkrótce przystąpili do rozbiórki kolegiaty farnej, która stała na obecnym pl. Kolegiackim, oraz murów miejskich. W 1803 spłonęła dzielnica żydowska, która leżała między ulicami Wielką i Żydowską i posiadała głównie drewnianą zabudowę. Kwartał odbudowano według nowego rozplanowania ulic. W 1839 przebito ulicę Nową (obecnie Paderewskiego), łączącą Stare Miasto z Nowym Miastem.
W czasie II wojny światowej w lutym 1945 r. Stare Miasto uległo zniszczeniu w ok. 60%. Odbudowa zakończyła się do początku lat 60. XX w. Podczas rekonstrukcji budynków przyjęto najczęściej ich formę architektoniczną z XVI–XVIII w.. Wyjątkiem są współczesne budynki sukiennic (mieszczące Wielkopolskie Muzeum Wojskowe, oddział Muzeum Narodowego w Poznaniu) i arsenału (zajmowanego m.in. przez Galerię Miejską "Arsenał").

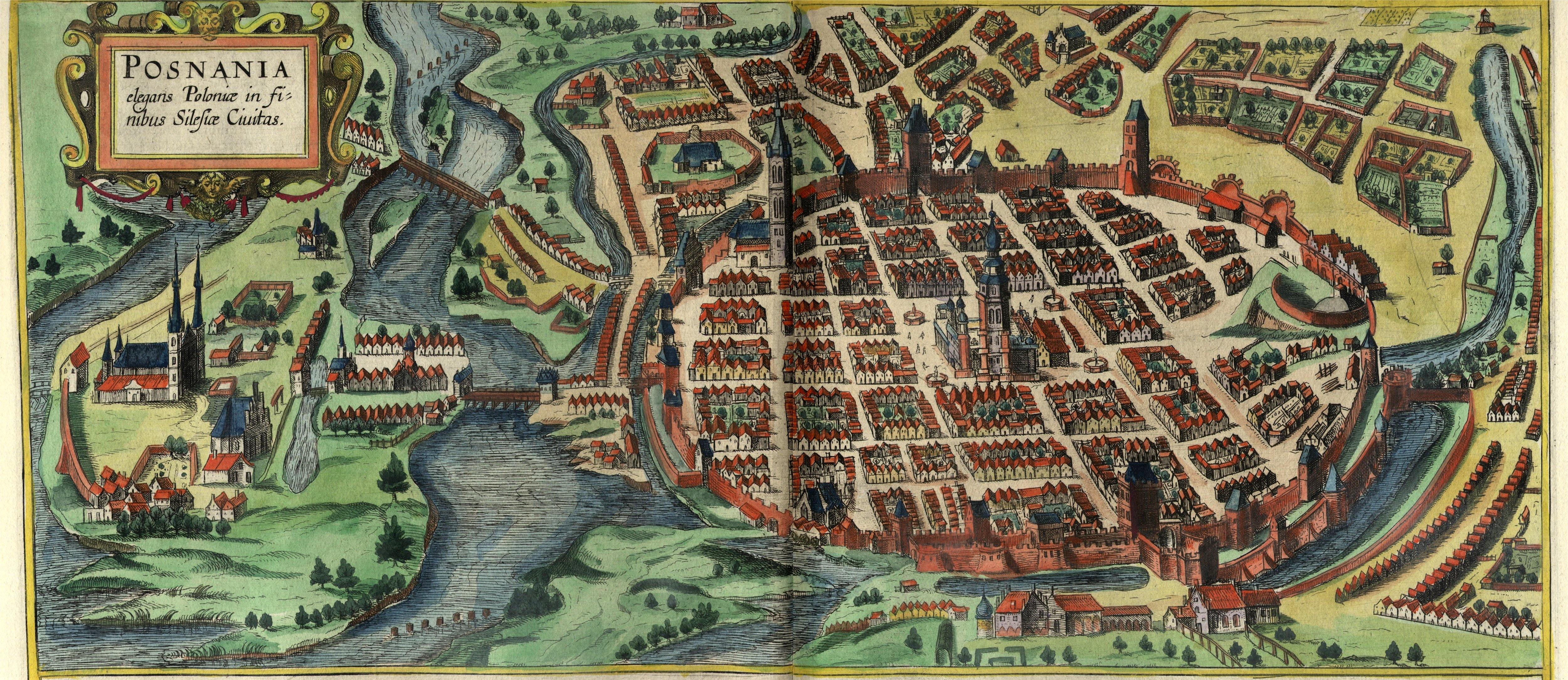
Poznań według Hohenberga i Brauna w 1617 r.

## Zabytki
- Ratusz
- Domki budnicze
- Waga miejska - rekonstrukcja
- Odwach
- Kościół podominikański
- Kościół Katarzynek
- Kościół Najświętszej Krwi Pana Jezusa
- Bazylika farna - kościół pojezuicki
- Kościół franciszkanów
- Zamek Królewski w Poznaniu - rekonstrukcja

## Niezachowane obiekty historyczne
- Kolegiata farna św. Marii Magdaleny
- Kościół Karmelitanek Bosych
- Stara Synagoga w Poznaniu
- Sukiennice